# Mount Sanford
Mount Sanford ist ein Schildvulkan in den Wrangell Mountains in Alaska. Mit 4949 m ist er der zweithöchste Gipfel der Bergkette und der dritthöchste Vulkan in den Vereinigten Staaten. Sein Gefälle nach Süden von 2400 m auf einer Strecke von 1,6 km ist einer der steilsten Abhänge der Vulkane Nordamerikas.

## Geologie
Mount Sanford besteht hauptsächlich aus Andesit. Es ist ein alter Vulkan aus dem Pleistozän, wobei sich die oberen Teile nahe am Gipfel wahrscheinlich erst im späteren Holozän bildeten. Vor 900.000 Jahren entstand der Vulkan auf drei kleineren Schildvulkanen. Zu den erwähnenswerten Ereignissen in der Geschichte des Mount Sanford gehören ein großer Lavastrom, der den Nordosthang herunterfloss und ein kleinerer Ausbruch an einer Spalte, der ebenfalls einen Lavastrom zur Folge hatte. Radiometrische Messungen ergaben, dass letzterer vor etwa 320.000 Jahren stattfand.

## Geschichte
1885 benannte Henry T. Allen den Vulkan nach der Familie Sanford. Einige seiner Vorfahren trugen diesen Namen.
Erstmals bestiegen wurde Mount Sanford am 21. Juli 1938 durch die bekannten Bergsteiger Terris Moore und Bradford Washburn. Die von ihnen gewählte Route über den Sheep Glacier (Schafsgletscher) aus Richtung Norden ist bis heute der Normalweg zum Gipfel. Alleine bestieg ihn erstmals der Japaner Naomi Uemura am 19. September 1968. Er starb 1984 bei dem Versuch den Denali alleine zu besteigen.
Am 12. März 1948 wurde eine Douglas DC-4/C-54G-1-DO der US-amerikanischen Northwest Airlines (NC95422) in einer Höhe von 11.000 Fuß (3.350 Metern) in den Mount Sanford geflogen. Die Maschine befand sich auf dem Weg von Anchorage-Merrill Field zum Flughafen New York-LaGuardia, als sie im Reiseflug von der sicheren Luftstraße abwich und in den Berg flog. Bei diesem CFIT (Controlled flight into terrain) wurden alle 30 Insassen, sechs Besatzungsmitglieder und 24 Passagiere, getötet. Das Wrack wurde erst gut 50 Jahre später, im Jahr 1999 gefunden (siehe auch Northwest-Airlines-Flug 4422).